# أكسيد الفضة الأحادية
أكسيد الفضة الأحادية هو مركب كيميائي صيغته Ag2O. وهو مسحوق ناعم أسود أو بني غامق يستخدم في تحضير مركبات الفضة الأخرى.

## التحضير
يمكن تحضير أكسيد الفضة بمزج نترات الفضة مع هيدروكسيد قلوي. لا ينتج عن هذا التفاعل كميات جيدة بسبب التفضيل الطاقي للتفاعل التالي:
2 AgOH → Ag2O + H2O (pK = 2.875)

## البنية والخواص

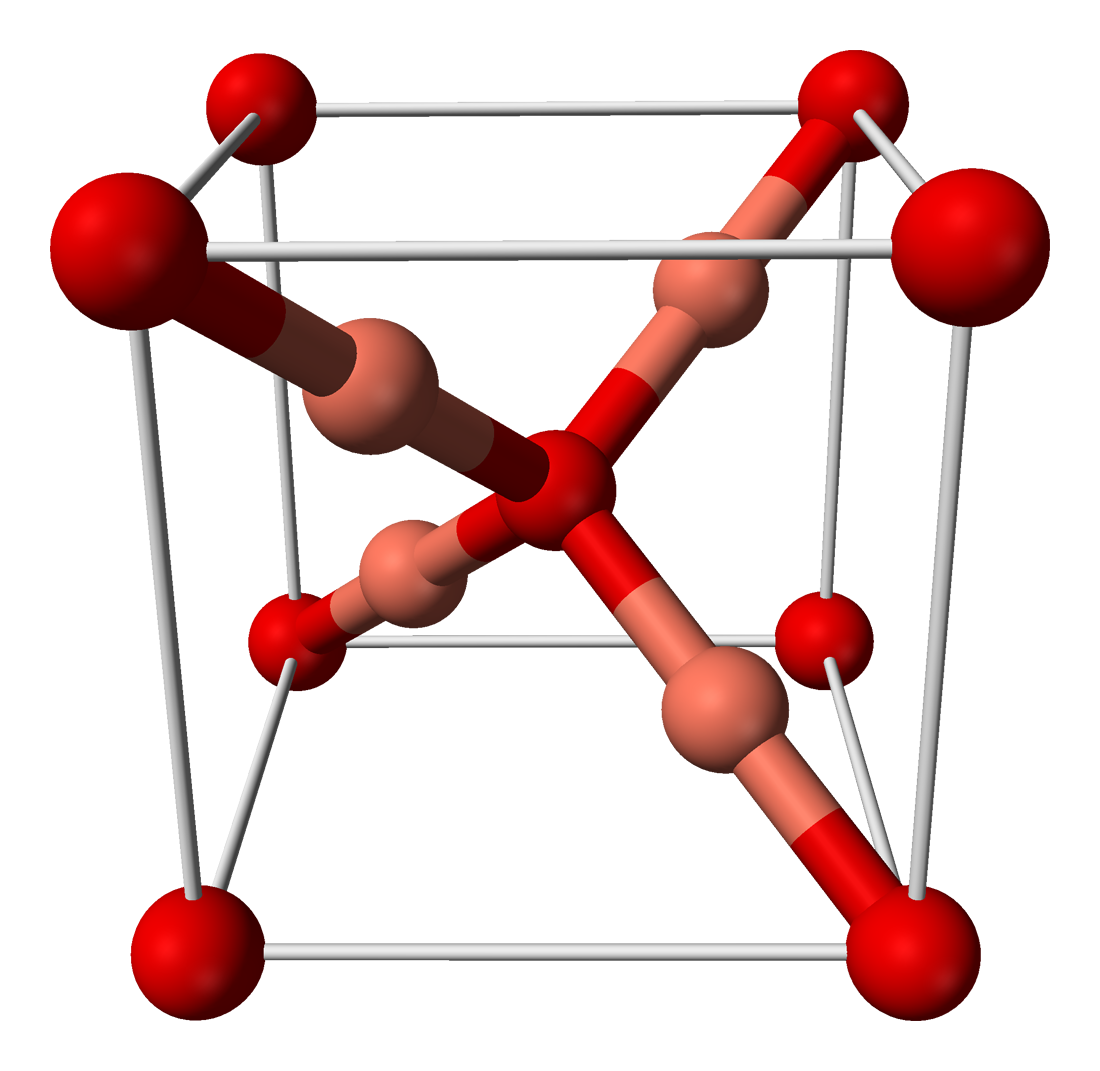
بنية Ag_{2}O

Ag2O متشابه بنيوياً مع Cu2O. لذا فمن المتوقع ألا يكون ذواباً في أي من المذيبات، إلا عن طريق التفاعل. وهو ذواب قليلاً بالماء بسبب تشكيله أيون Ag(OH)2– ونواتج التحلل بالماء الأخرى. وهو ذواب في محلول الأمونيا ويعطي مشتقاتها.[بحاجة لمصدر]
يتفاعل Ag2O مع الحموض:
Ag2O + 2 HX → 2 AgX + H2O
حيث HX هو HF أو HCl أو HBr أو HI أو HO2CCF3. كما يتفاعل أيضاً مع محاليل الكلوريدات القلوية معطياً راسباً من كلوريد الفضة، تاركاً محلول هيدروكسيد قلوي.
أكسيد الفضة حساس للضوء مثل العديد من مركبات الفضة. ويتفكك عند الدرجة 280 °س.

## التطبيقات
يستخدم الأكسيد في بعض بطاريات أكسيد الفضة، كما في البيروكسيد Ag4O4. يستخدم أكسيد الفضة في الكيمياء العضوية كعامل مؤكسد لطيف. فمثلاً، يؤكسد الألدهيدات إلى حموض كربوكسيلية. عادة ما تعمل هكذا تفاعلات بشكل أفضل عندما يحضر أكسيد الفضة في الموقع انطلاقاً من نترات الفضة وهيدروكسيد قلوي. من الأمثلة أيضاً تفاعل أكسدة الأدرينالين إلى أدرينوكروم.